# Mariusz Kruk
Mariusz Kruk (ur. 26 października 1987) – polski kajakarz, kanadyjkarz, medalista mistrzostw świata, mistrz Polski.

## Kariera sportowa
Jest zawodnikiem Posnanii. Jego największym sukcesem w karierze był brązowy medal mistrzostw świata w 2010 w konkurencji C-1 4 × 200 m (razem z Pawłem Baraszkiewiczem, Adamem Ginterem i Romanem Rynkiewiczem). Na tych samym mistrzostwach zajął ponadto piąte miejsca w konkurencjach C-2 500 m i C-4 1000 m. Startował ponadto na mistrzostwach świata w 2011, zajmując czwarte miejsce w konkurencji C-1 4 × 200 m, siódme miejsce w konkurencji C-2 500 m, a w konkurencji C-2 1000 m – trzecie miejsce w finale B.
Na mistrzostwach Europy w 2011 wywalczył brązowy medal w konkurencji K-2 500 m (z Romanem Rynkiewiczem). Ponadto na mistrzostwach Europy zajmował miejsca: 2007 – 5. (C-1 500 m), 2008 – 8. (C-1 200 m), 2010 – 6. (C-1 500 m), 2012 – 6. (C-2 500 m)
W swojej karierze zdobył 20 złotych medali mistrzostw Polski seniorów:
- C-1 500 m – 2010
- C-2 200 m – 2011 (z Pawłem Baraszkiewiczem), 2012 (z Marcinem Grzybowskim)
- C-2 1000 m – 2007 (z Pawłem Baraszkiewiczem), 2012 (z Marcinem Grzybowskim)
- C-4 200 m – 2007, 2009
- C-4 500 m – 2007, 2010
- C-4 1000 m – 2007, 2009, 2012, 2014, 2015, 2016
- C-1 4 × 200 m – 2010, 2011, 2012, 2013, 2014